# Дачный проспект (Санкт-Петербург)
Да́чный проспект — проспект в Кировском районе Санкт-Петербурга, протянувшийся от Кронштадтской площади до проспекта Народного Ополчения.

## История
В середине 1770-х годов владельцем имения, располагавшегося в районе северной части современного Дачного проспекта, стал граф Яков Александрович Брюс, российский полководец. От усадебного господского дома и двух стоявших по сторонам флигелей тремя лучами шли спуски к Петергофской дороге (ныне данный её участок совпадает с проспектом Стачек). Вглубь территории через лес была проложена прямая аллея — главная ось усадьбы и предшественница Дачного проспекта.
В 1900х годах владельцем этой земли стал дворянин Сергей Константинович Максимович. Летом 1904 года был утверждён план разбивки улиц и переулков в создаваемом Максимовичем новом дачном посёлке на территории имения. Посёлок и само имение получили название «Дачное», откуда и пошло наименование современного района. На месте аллеи согласно плану был проведён Екатерининский проспект, являвшийся центральным проездом посёлка.

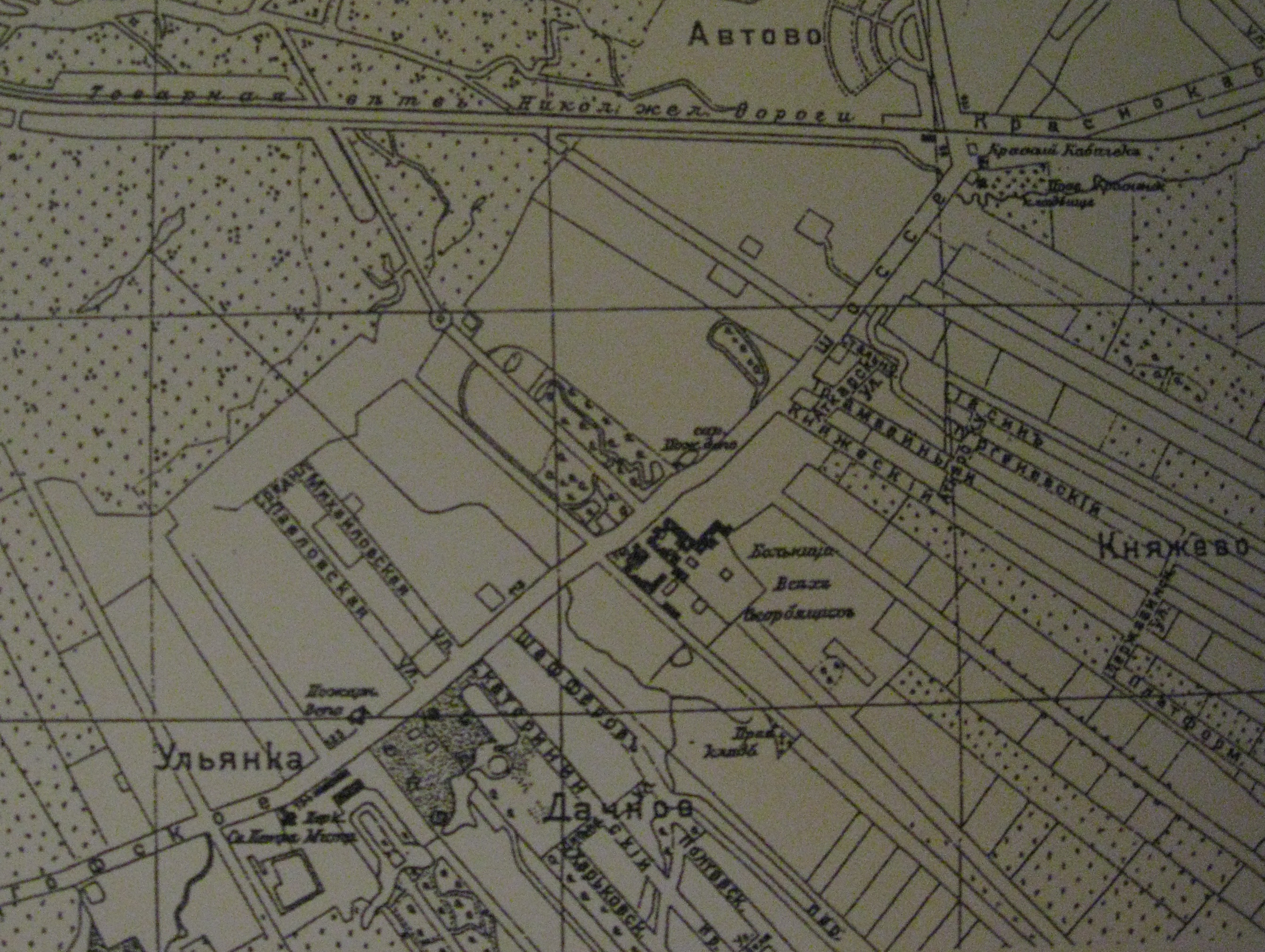
Фрагмент карты посёлка Дачное, 1914 год

После революции Екатерининский проспект был переименован в улицу Третьего Интернационала (в честь которого также был переименован и сам посёлок). 1 февраля 1983 года, вскоре после смерти секретаря ЦК КПСС М. А. Суслова, улицу переименовали в проспект Суслова (одновременно вернув первоначальное название наименованному ранее в честь Суслова Трамвайному проспекту) и произвели перенумерацию домов, сократив номера за счёт создания корпусов. 27 марта 1990 года проспекту Суслова было возвращено прежнее наименование — улица Третьего Интернационала, однако решение это по сути осталось невыполненным. 7 июля 1993 года проспект Суслова получил свое современное название — Дачный проспект.

## Застройка и внешний вид
Основой Дачного проспекта стала аллея парка усадьбы Якова Брюса. В начале проспекта, с правой стороны, на него выходит Воронцовский сквер, в котором частично сохранилась система прудов, созданная Брюсом и хозяевами соседних усадеб. Вблизи домов № 6 и № 9 Дачный проспект пересекает реку Дачная.
Довоенная застройка была полностью уничтожена во время войны. От послевоенной застройки конца 1940-х — начала 1950-х годов на настоящий момент осталось небольшое количество домов. На рубеже 1950—1960-х годов построены дома для рабочих Кировского завода. В 1960—1970-х годах Дачный проспект был застроен «хрущёвками» и девятиэтажными блочными домами-«кораблями». Часть застройки, которая относится к 1940—1960-м годам, планируется к сносу в ходе предстоящей реновации квартала Ульянка-6. В 2000-х годах между Дачным проспектом и Ленинским проспектом выстроен жилой комплекс «Бельведер».
Рядом с завершением проспекта находится железнодорожная платформа Дачное. В октябре 1977 года была открыта станция метро «Проспект Ветеранов».
В 2006 году началось строительство путепровода над железнодорожными путями для соединения Дачного проспекта с Предпортовой улицей и Дунайским проспектом, а также с Кольцевой автодорогой и Западным скоростным диаметром. Путепровод сдан в эксплуатацию 30 октября 2008 года вместе с первым участком ЗСД. С тех пор некогда тихая улица превратилась в оживлённую магистраль, из-за плотного движения транспорта нуждающуюся в строительстве дополнительных подземных или надземных переходов. Один из переходов был построен в 2009 году в районе дома № 32. До этого расстояние между двумя соседними светофорами на данном участке составляло почти километр.

## Транспорт
1. Метрополитен: станция «Проспект Ветеранов»
2. Автобусы: № 52, 68, 68А, 81, 82Э, 88, 89, 162, 241, 242, 265, 297, 345
3. Маршрутное такси: № 631
4. Железная дорога: платформа Дачное Калищенского и Гатчинского направлений.

## Пересекает следующие улицы, дороги и проспекты
1. Кронштадтская площадь
2. проспект Стачек
3. проспект Ветеранов
4. бульвар Новаторов
5. проспект Народного Ополчения

## Галерея

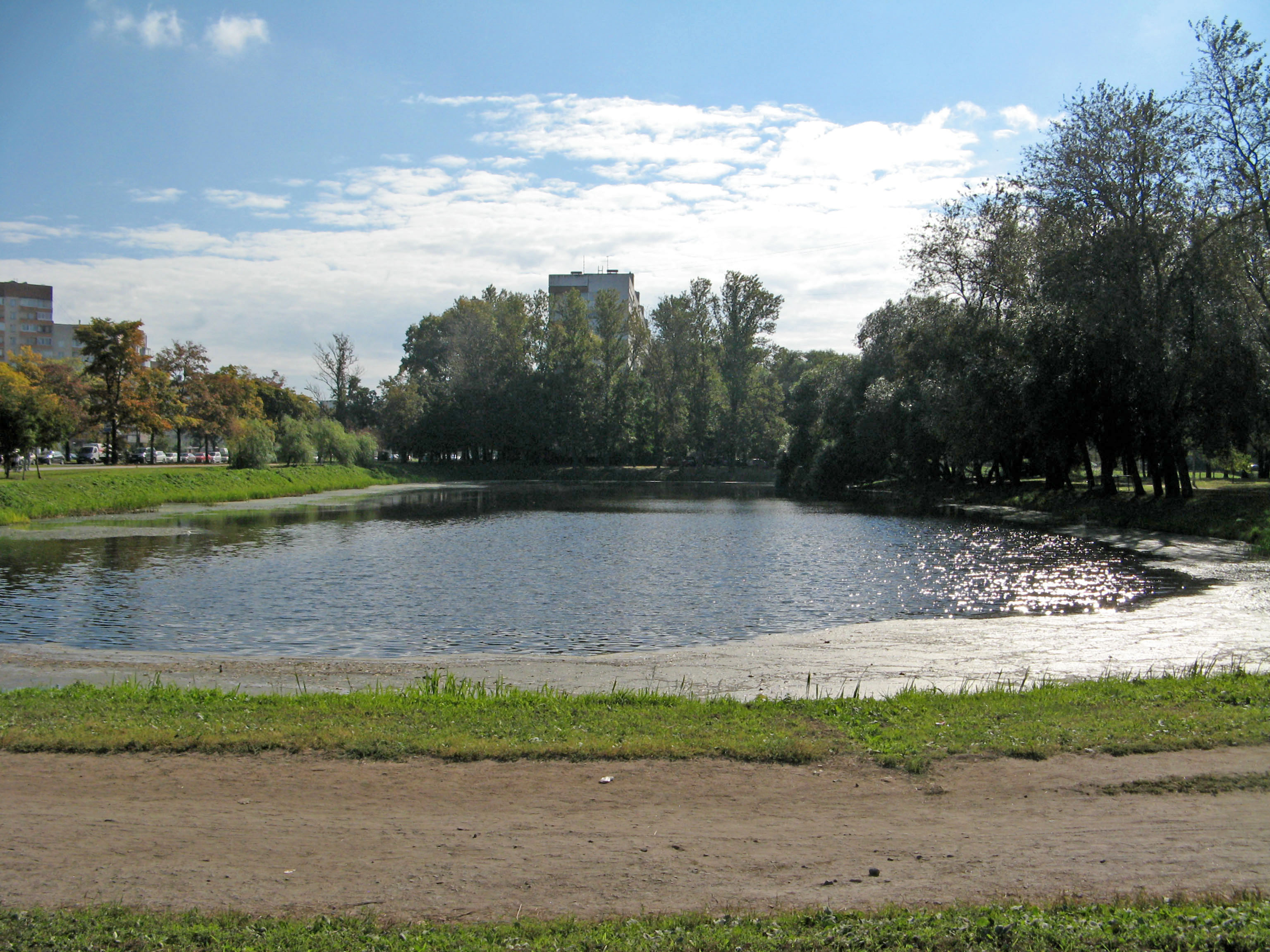
Пруды в начале Дачного проспекта
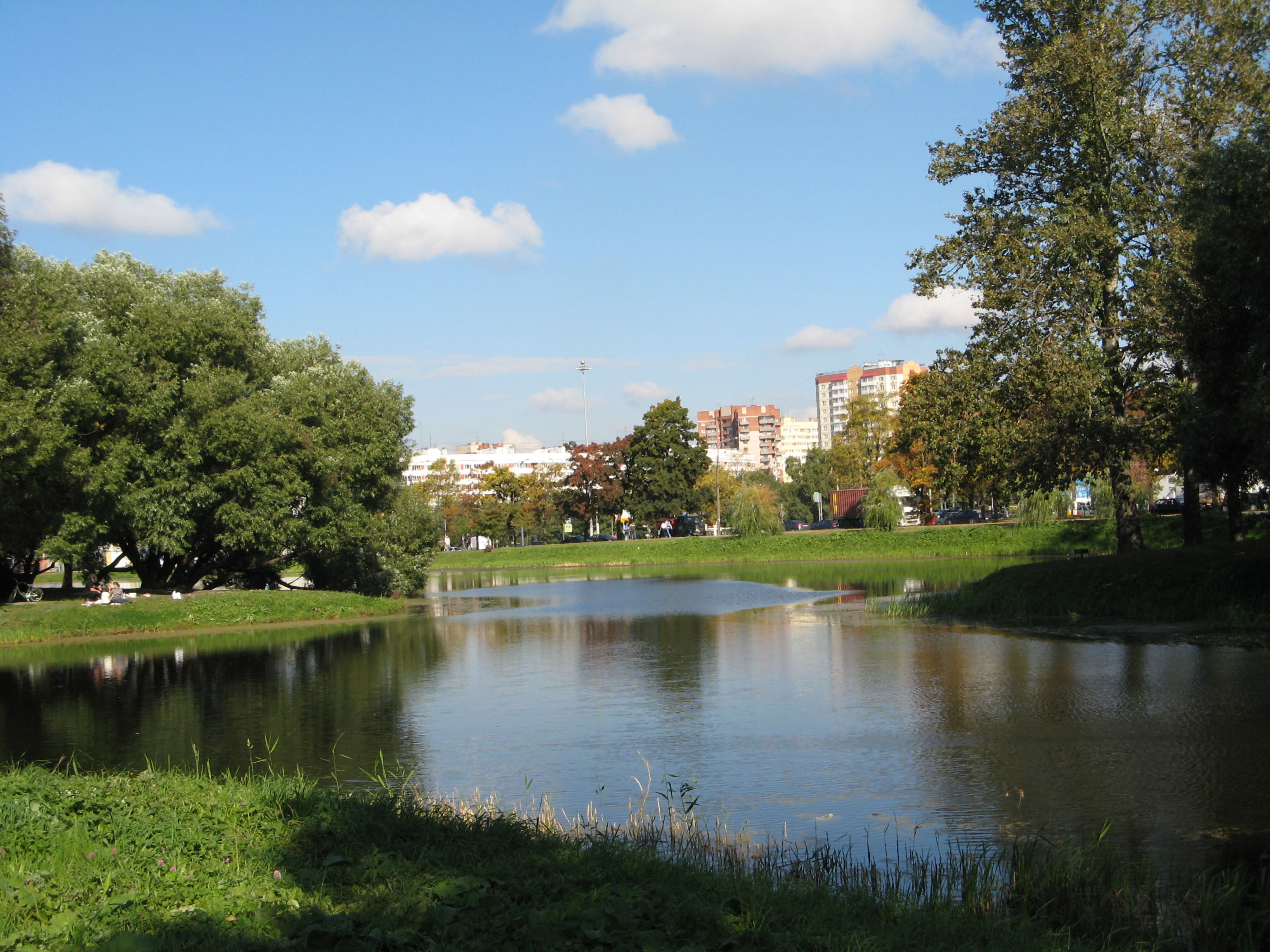
Пруды и жилой комплекс «Бельведер»
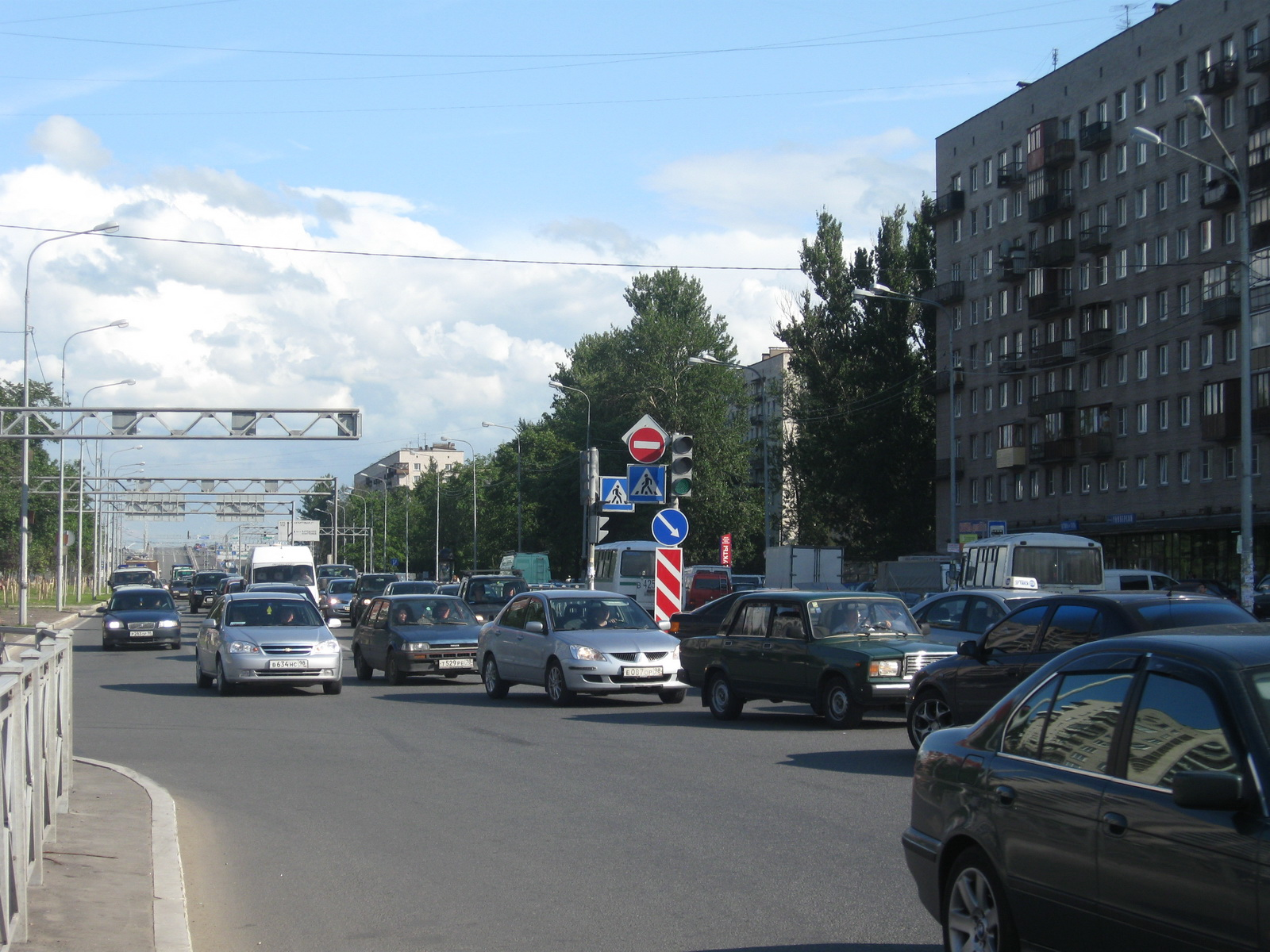
Транспортный поток со стороны КАД и ЗСД
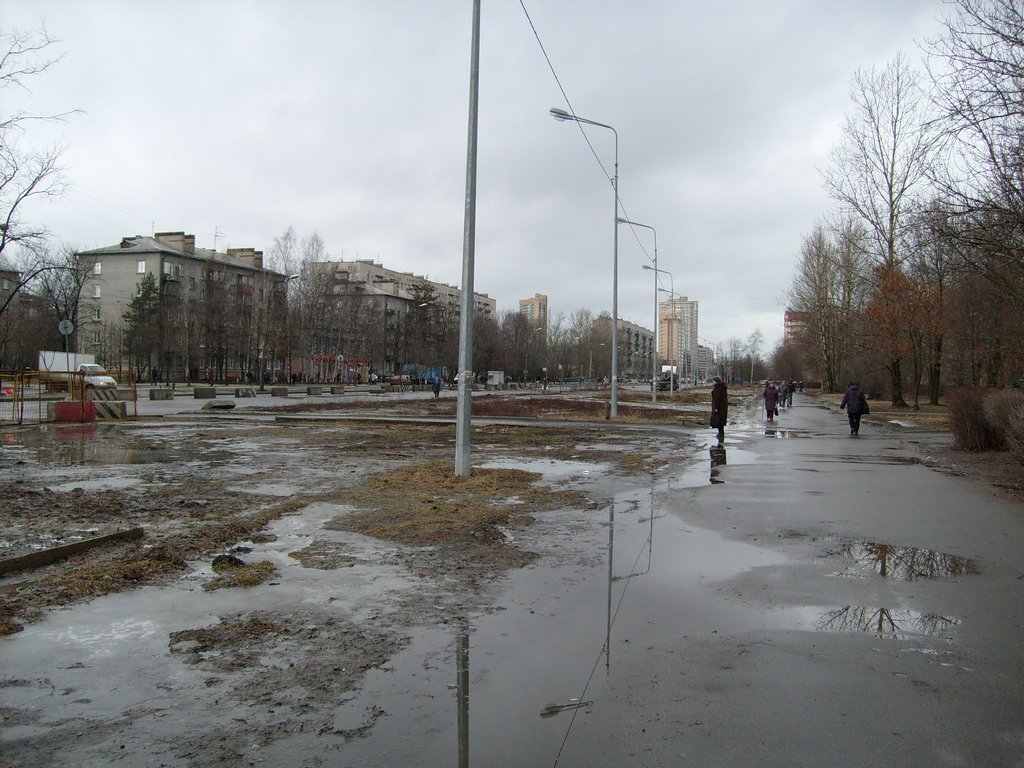
Дачный проспект в районе дома № 32